# Verwaltungsgliederung des Deutschen Reichs 1900
In diesem Artikel wird die Verwaltungsgliederung des Deutschen Reiches zum Stichtag 1. Januar 1900 dargestellt.
Aufgelistet werden die Bundesstaaten, Provinzen, Regierungsbezirke, Land- und Stadtkreise mit Bevölkerung. Die Angaben wurden aus dem Statistischen Jahrbuch 1900 nach der Volkszählung 1895 entnommen.

## Länder des Deutschen Reichs
| Land                                  | Einwohner  | Fläche in km2 | Hauptstadt       |
| ------------------------------------- | ---------- | ------------- | ---------------- |
| Herzogtum Anhalt                      | 293.298    | 2.299,38      | Dessau           |
| Großherzogtum Baden                   | 1.725.464  | 15.081,03     | Karlsruhe        |
| Königreich Bayern                     | 5.818.544  | 75.869,93     | München          |
| Herzogtum Braunschweig                | 434.213    | 3.672,18      | Braunschweig     |
| Freie Hansestadt Bremen               | 196.404    | 256,42        | Bremen           |
| Reichsland Elsass-Lothringen          | 1.640.986  | 14.513,05     | Straßburg        |
| Freie und Hansestadt Hamburg          | 681.632    | 415,30        | -                |
| Großherzogtum Hessen                  | 1.039.020  | 7.680,77      | Darmstadt        |
| Fürstentum Lippe                      | 134.854    | 1.215,20      | Detmold          |
| Freie und Hansestadt Lübeck           | 83.324     | 297,71        | -                |
| Großherzogtum Mecklenburg-Schwerin    | 597.436    | 13.126,92     | Schwerin         |
| Großherzogtum Mecklenburg-Strelitz    | 101.540    | 2.929,50      | Neustrelitz      |
| Großherzogtum Oldenburg               | 373.739    | 6.427,36      | Oldenburg        |
| Königreich Preußen                    | 31.855.123 | 348.657,89    | Berlin           |
| Fürstentum Reuß ältere Linie          | 67.468     | 316,71        | Greiz            |
| Fürstentum Reuß jüngere Linie         | 132.130    | 826,71        | Gera             |
| Königreich Sachsen                    | 3.787.688  | 14.992,94     | Dresden          |
| Herzogtum Sachsen-Altenburg           | 180.313    | 1.323,52      | Altenburg        |
| Herzogtum Sachsen-Coburg-Gotha        | 216.603    | 1.977,45      | Coburg und Gotha |
| Herzogtum Sachsen-Meiningen           | 234.005    | 2.468,28      | Meiningen        |
| Großherzogtum Sachsen-Weimar-Eisenach | 339.217    | 3.617,14      | Weimar           |
| Fürstentum Schaumburg-Lippe           | 41.224     | 340,19        | Bückeburg        |
| Fürstentum Schwarzburg-Rudolstadt     | 88.685     | 940,43        | Rudolstadt       |
| Fürstentum Schwarzburg-Sondershausen  | 78.074     | 862,07        | Sondershausen    |
| Fürstentum Waldeck und Pyrmont        | 57.766     | 1.120,96      | Arolsen          |
| Königreich Württemberg                | 2.081.151  | 19.513,57     | Stuttgart        |
| Deutsches Kaiserreich                 | 52.279.901 | 540.742,58    | Berlin           |

## Herzogtum Anhalt
Im Herzogtum Anhalt bestanden keine kreisfreien Städte.
| Kreis       | Einwohner | Fläche in km2 |
| ----------- | --------- | ------------- |
| Ballenstedt | 30.294    | 331,78        |
| Bernburg    | 93.386    | 396,91        |
| Dessau      | 85.573    | 424,59        |
| Köthen      | 53.691    | 343,13        |
| Zerbst      | 53.141    | 802,97        |

## Großherzogtum Baden
Das Großherzogtum Baden war in Bezirksämter unterteilt. Es existierten keine kreisfreien Städte. Die Landeskommissärbezirke entsprachen Regierungsbezirken. Mehrere Bezirksämter waren zu Kreisverbänden zusammengefasst.
| Bezirksamt                     | Einwohner | Fläche in km2 |
| ------------------------------ | --------- | ------------- |
| Breisach                       | 19.809    | 169,36        |
| Emmendingen                    | 49.625    | 403,09        |
| Ettenheim                      | 18.183    | 181,12        |
| Freiburg                       | 90.098    | 507,02        |
| Neustadt                       | 15.887    | 366,27        |
| Staufen                        | 17.940    | 253,06        |
| Waldkirch                      | 23.175    | 311,39        |
| Kreisverband                   | Einwohner | Fläche in km2 |
| Kreis Freiburg                 | 234.717   | 2.191,31      |
| Bezirksamt                     | Einwohner | Fläche in km2 |
| Lörrach                        | 43.817    | 256,47        |
| Müllheim                       | 20.635    | 232,77        |
| Schönau                        | 15.963    | 216,35        |
| Schopfheim                     | 22.038    | 252,75        |
| Kreisverband                   | Einwohner | Fläche in km2 |
| Kreis Lörrach                  | 102.453   | 958,34        |
| Bezirksamt                     | Einwohner | Fläche in km2 |
| Kehl                           | 28.655    | 211,83        |
| Lahr                           | 41.245    | 261,92        |
| Oberkirch                      | 18.612    | 214,13        |
| Offenburg                      | 59.501    | 424,20        |
| Wolfach                        | 25.091    | 456,75        |
| Kreisverband                   | Einwohner | Fläche in km2 |
| Kreis Offenburg                | 173.104   | 1.598,83      |
| Landeskommissärbezirk Freiburg | 510.274   | 4.748,48      |

| Bezirksamt                      | Einwohner | Fläche in km2 |
| ------------------------------- | --------- | ------------- |
| Achern                          | 24.603    | 181,77        |
| Baden                           | 30.822    | 139,83        |
| Bühl                            | 30.920    | 224,42        |
| Rastatt                         | 62.339    | 497,92        |
| Kreisverband                    | Einwohner | Fläche in km2 |
| Kreis Baden                     | 148.684   | 1.043,94      |
| Bezirksamt                      | Einwohner | Fläche in km2 |
| Bretten                         | 24.081    | 204,12        |
| Bruchsal                        | 63.977    | 394,37        |
| Durlach                         | 39.495    | 200,25        |
| Ettlingen                       | 26.042    | 183,30        |
| Karlsruhe                       | 133.719   | 257,70        |
| Pforzheim                       | 81.436    | 283,21        |
| Kreisverband                    | Einwohner | Fläche in km2 |
| Kreis Karlsruhe                 | 368.750   | 1.522,95      |
| Landeskommissärbezirk Karlsruhe | 517.434   | 2.566,89      |

| Bezirksamt                     | Einwohner | Fläche in km2 |
| ------------------------------ | --------- | ------------- |
| Engen                          | 20.498    | 396,81        |
| Konstanz                       | 52.946    | 306,64        |
| Meßkirch                       | 13.868    | 306,02        |
| Pfullendorf                    | 9.817     | 210,44        |
| Stockach                       | 18.697    | 284,85        |
| Überlingen                     | 28.450    | 360,78        |
| Kreisverband                   | Einwohner | Fläche in km2 |
| Kreis Konstanz                 | 144.276   | 1.865,54      |
| Bezirksamt                     | Einwohner | Fläche in km2 |
| Donaueschingen                 | 23.608    | 418,08        |
| Triberg                        | 23.045    | 277,13        |
| Villingen                      | 27.630    | 366,81        |
| Kreisverband                   | Einwohner | Fläche in km2 |
| Kreis Villingen                | 74.283    | 1.062,02      |
| Bezirksamt                     | Einwohner | Fläche in km2 |
| Bonndorf                       | 15.452    | 377,97        |
| Säckingen                      | 20.444    | 164,95        |
| St. Blasien                    | 9.869     | 260,93        |
| Waldshut                       | 32.918    | 436,31        |
| Kreisverband                   | Einwohner | Fläche in km2 |
| Kreis Waldshut                 | 78.683    | 1.240,16      |
| Landeskommissärbezirk Konstanz | 297.242   | 4.167,72      |

| Bezirksamt                     | Einwohner | Fläche in km2 |
| ------------------------------ | --------- | ------------- |
| Eppingen                       | 18.411    | 167,52        |
| Heidelberg                     | 90.152    | 347,36        |
| Sinsheim                       | 34.246    | 334,36        |
| Wiesloch                       | 23.982    | 122,61        |
| Kreisverband                   | Einwohner | Fläche in km2 |
| Kreis Heidelberg               | 166.791   |               |
| Bezirksamt                     | Einwohner | Fläche in km2 |
| Mannheim                       | 168.840   | 191,43        |
| Schwetzingen                   | 32.031    | 158,71        |
| Weinheim                       | 24.637    | 114,74        |
| Kreisverband                   | Einwohner | Fläche in km2 |
| Kreis Mannheim                 | 225.508   | 464,88        |
| Bezirksamt                     | Einwohner | Fläche in km2 |
| Adelsheim                      | 13.363    | 217,83        |
| Boxberg                        | 15.701    | 243,32        |
| Buchen                         | 26.382    | 485,66        |
| Eberbach                       | 15.576    | 207,88        |
| Mosbach                        | 30.419    | 356,23        |
| Tauberbischofsheim             | 29.900    | 408,68        |
| Wertheim                       | 19.354    | 241,61        |
| Kreisverband                   | Einwohner | Fläche in km2 |
| Kreis Mosbach                  | 150.695   | 2.161,21      |
| Landeskommissärbezirk Mannheim | 542.994   | 3.597,94      |

## Königreich Bayern
Im Königreich Bayern entsprachen die Kreise den Regierungsbezirken, kreisunmittelbare Städte den kreisfreien Städten und Bezirksämter den Landkreisen.
| Kreisunmittelbare Stadt  | Einwohner | Fläche in km2 |
| ------------------------ | --------- | ------------- |
| Ansbach                  | 17.563    | 8,58          |
| Dinkelsbühl              | 4.573     | 14,47         |
| Eichstätt                | 7.701     | 7,14          |
| Erlangen                 | 22.953    | 10,38         |
| Fürth                    | 54.144    | 16,25         |
| Nürnberg                 | 261.081   | 55,22         |
| Rothenburg ob der Tauber | 7.923     | 20,98         |
| Schwabach                | 9.385     | 8,39          |
| Weißenburg               | 6.550     | 31,57         |
| Bezirksamt               | Einwohner | Fläche in km2 |
| Ansbach                  | 32.982    | 631,29        |
| Dinkelsbühl              | 24.086    | 393,30        |
| Eichstätt                | 23.465    | 611,96        |
| Erlangen                 | 13.040    | 233,79        |
| Feuchtwangen             | 25.898    | 453,21        |
| Fürth                    | 28.450    | 337,92        |
| Gunzenhausen             | 31.798    | 514,31        |
| Hersbruck                | 40.471    | 461,83        |
| Hilpoltstein             | 23.435    | 521,31        |
| Neustadt a. d. Aisch     | 29.700    | 493,08        |
| Nürnberg                 | 20.416    | 324,22        |
| Rothenburg ob der Tauber | 19.589    | 451,32        |
| Scheinfeld               | 19.098    | 393,22        |
| Schwabach                | 33.697    | 552,77        |
| Uffenheim                | 30.309    | 554,57        |
| Weißenburg               | 27.588    | 482,20        |
| Kreis Mittelfranken      | 815.895   | 7.583,28      |

| Kreisunmittelbare Stadt                | Einwohner | Fläche in km2 |
| -------------------------------------- | --------- | ------------- |
| Deggendorf                             | 6.811     | 4,41          |
| Landshut                               | 21.737    | 12,98         |
| Passau                                 | 18.003    | 2,82          |
| Straubing                              | 17.541    | 19,32         |
| Bezirksamt (ggf. Sitz)                 | Einwohner | Fläche in km2 |
| Bogen                                  | 31.553    | 513,88        |
| Deggendorf                             | 37.658    | 563,00        |
| Dingolfing                             | 22.087    | 412,30        |
| Eggenfelden                            | 36.392    | 658,85        |
| Grafenau                               | 18.574    | 381,34        |
| Greisbach                              | 33.143    | 512,56        |
| Kelheim                                | 33.148    | 644,73        |
| Kötzting                               | 25.519    | 464,33        |
| Landau a. d. Isar                      | 22.616    | 384,93        |
| Landshut                               | 28.707    | 577,14        |
| Mallersdorf                            | 22.961    | 405,35        |
| Passau                                 | 41.612    | 540,19        |
| Pfarrkirchen                           | 35.791    | 543,61        |
| Regen                                  | 27.094    | 574,62        |
| Rottenburg                             | 33.849    | 662,89        |
| Straubing                              | 21.924    | 453,35        |
| Viechtach                              | 22.092    | 410,75        |
| Vilsbiburg                             | 30.115    | 537,55        |
| Vilshofen                              | 42.568    | 596,67        |
| Wegscheid                              | 16.934    | 272,19        |
| Wolfstein (in Ort, Ortsteil Wolfstein) | 29.763    | 606,82        |
| Kreis Niederbayern                     | 678.192   | 10.756,58     |

| Kreisunmittelbare Stadt | Einwohner | Fläche in km2 |
| ----------------------- | --------- | ------------- |
| Freising                | 10.090    | 23,58         |
| Ingolstadt              | 22.207    | 38,55         |
| Landsberg               | 5.977     | 29,67         |
| München                 | 499.932   | 86,96         |
| Rosenheim               | 14.246    | 6,69          |
| Traunstein              | 6.845     | 8,26          |
| Bezirksamt              | Einwohner | Fläche in km2 |
| Aibling                 | 21.952    | 333,80        |
| Aichach                 | 26.929    | 517,43        |
| Altötting               | 34.146    | 546,37        |
| Berchtesgaden           | 20.858    | 630,80        |
| Bruck                   | 25.044    | 473,30        |
| Dachau                  | 25.982    | 438,42        |
| Ebersberg               | 25.310    | 557,92        |
| Erding                  | 41.122    | 777,20        |
| Freising                | 33.882    | 693,65        |
| Friedberg               | 32.610    | 373,35        |
| Garmisch                | 13.094    | 795,20        |
| Ingolstadt              | 24.211    | 439,64        |
| Landsberg               | 24.287    | 615,31        |
| Laufen                  | 31.920    | 556,15        |
| Miesbach                | 33.021    | 843,87        |
| Mühldorf                | 36.783    | 634,30        |
| München I               | 42.362    | 746,44        |
| München II              | 34.487    | 961,93        |
| Pfaffenhofen            | 34.653    | 553,37        |
| Rosenheim               | 38.163    | 821,98        |
| Schongau                | 20.014    | 561,12        |
| Schrobenhausen          | 19.912    | 399,95        |
| Tölz                    | 16.330    | 746,25        |
| Traunstein              | 41.029    | 1.173,22      |
| Wasserburg a. Inn       | 36.148    | 654,38        |
| Weilheim                | 30.342    | 686,04        |
| Kreis Oberbayern        | 1.323.888 | 16.725,10     |

| Kreisunmittelbare Stadt | Einwohner | Fläche in km2 |
| ----------------------- | --------- | ------------- |
| Bamberg                 | 41.823    | 22,22         |
| Bayreuth                | 29.387    | 21,50         |
| Forchheim               | 7.591     | 19,11         |
| Hof                     | 32.781    | 11,79         |
| Kulmbach                | 9.428     | 6,14          |
| Bezirksamt              | Einwohner | Fläche in km2 |
| Bemberg I               | 24.971    | 436,28        |
| Bamberg II              | 28.646    | 477,54        |
| Bayreuth                | 27.400    | 445,15        |
| Berneck                 | 15.123    | 211,53        |
| Ebermannstadt           | 22.145    | 429,83        |
| Forchheim               | 27.957    | 402,40        |
| Höchstadt a. d. Aisch   | 27.195    | 489,55        |
| Hof                     | 25.319    | 306,69        |
| Kronach                 | 30.780    | 310,93        |
| Kulmbach                | 26.966    | 396,59        |
| Lichtenfels             | 23.926    | 378,86        |
| Münchberg               | 27.319    | 244,04        |
| Naila                   | 22.703    | 225,07        |
| Pegnitz                 | 26.157    | 560,11        |
| Rehau                   | 23.965    | 268,86        |
| Stadtsteinach           | 17.329    | 228,25        |
| Staffelstein            | 18.810    | 328,19        |
| Teuschnitz              | 18.063    | 310,66        |
| Wunsiedel               | 43.332    | 647,48        |
| Kreis Oberfranken       | 608.116   | 6.998,77      |

| Kreisunmittelbare Stadt        | Einwohner | Fläche in km2 |
| ------------------------------ | --------- | ------------- |
| Amberg                         | 22.039    | 19,18         |
| Regensburg                     | 45.429    | 17,65         |
| Bezirksamt                     | Einwohner | Fläche in km2 |
| Amberg                         | 25.321    | 731,73        |
| Beilngries                     | 28.465    | 637,76        |
| Burglengenfeld                 | 26.912    | 457,83        |
| Cham                           | 28.494    | 366,69        |
| Eschenbach                     | 22.058    | 507,44        |
| Kemnath                        | 22.673    | 467,07        |
| Nabburg                        | 18.201    | 405,88        |
| Neumarkt i. d. OPf.            | 31.346    | 648,52        |
| Neunburg vorm Wald             | 30.984    | 614,54        |
| Neustadt a. d. Waldnaab        | 34.821    | 595,59        |
| Parsberg                       | 28.874    | 766,25        |
| Regensburg                     | 29.701    | 617,72        |
| Roding                         | 23.743    | 522,75        |
| Stadtamhof                     | 41.406    | 499,50        |
| Sulzbach                       | 20.102    | 346,61        |
| Tirschenreuth                  | 33.918    | 718,63        |
| Vohenstrauß                    | 23.549    | 436,89        |
| Waldmünchen                    | 15.805    | 274,05        |
| Kreis Oberpfalz und Regensburg | 553.841   | 9.652,28      |

| Bezirksamt            | Einwohner | Fläche in km2 |
| --------------------- | --------- | ------------- |
| Bergzabern            | 37.925    | 453,45        |
| Frankenthal           | 60.734    | 286,44        |
| Germersheim           | 52.796    | 469,84        |
| Homburg a. d. Saar    | 62.565    | 546,01        |
| Kaiserslautern        | 82.413    | 498,12        |
| Kirchheimbolanden     | 25.786    | 299,47        |
| Kusel                 | 43.590    | 431,94        |
| Landau i. d. Pf.      | 69.899    | 364,94        |
| Ludwigshafen          | 90.474    | 178,15        |
| Neustadt a. d. Haardt | 79.462    | 536,68        |
| Pirmasens             | 71.072    | 752,56        |
| Rockenhausen          | 38.614    | 438,20        |
| Speyer                | 37.938    | 156,40        |
| Zweibrücken           | 78.410    | 515,76        |
| Kreis Pfalz           | 831.678   | 5.927,96      |

| Kreisunmittelbare Stadt    | Einwohner | Fläche in km2 |
| -------------------------- | --------- | ------------- |
| Augsburg                   | 89.170    | 22,07         |
| Dillingen a. d. Donau      | 6.078     | 18,38         |
| Donauwörth                 | 4.367     | 3,19          |
| Günzburg                   | 4.624     | 22,44         |
| Kaufbeuren                 | 8.361     | 15,88         |
| Kempten                    | 18.864    | 7,41          |
| Lindau (Bodensee)          | 5.853     | 0,43          |
| Memmingen                  | 10.889    | 15,78         |
| Neuburg a. d. Donau        | 8.036     | 17,40         |
| Neu-Ulm                    | 9.215     | 20,54         |
| Nördlingen                 | 8.299     | 14,26         |
| Bezirksamt                 | Einwohner | Fläche in km2 |
| Augsburg                   | 38.979    | 278,92        |
| Dillingen a. d. Donau      | 37.075    | 612,64        |
| Donauwörth                 | 30.992    | 657,48        |
| Füssen                     | 18.167    | 499,11        |
| Günzburg                   | 29.485    | 391,95        |
| Illertissen                | 18.953    | 300,95        |
| Kaufbeuren                 | 23.282    | 508,75        |
| Kempten                    | 33.353    | 593,32        |
| Krumbach                   | 23.358    | 328,11        |
| Lindau (Bodensee)          | 29.877    | 310,02        |
| Memmingen                  | 30.070    | 563,84        |
| Mindelheim                 | 33.447    | 569,80        |
| Neuburg a. d. Donau        | 28.991    | 655,48        |
| Neu-Ulm                    | 20.301    | 329,71        |
| Nördlingen                 | 30.787    | 521,74        |
| Oberdorf                   | 23.443    | 540,22        |
| Schwabmünchen              | 21.947    | 362,51        |
| Sonthofen                  | 33.466    | 1.004,13      |
| Wertingen                  | 18.235    | 317,11        |
| Zusmarshausen              | 15.806    | 320,87        |
| Kreis Schwaben und Neuburg | 713.681   | 9.824,44      |

| Kreisunmittelbare Stadt              | Einwohner | Fläche in km2 |
| ------------------------------------ | --------- | ------------- |
| Aschaffenburg                        | 18.093    | 14,96         |
| Kitzingen                            | 8.489     | 32,95         |
| Schweinfurt                          | 15.302    | 24,57         |
| Würzburg                             | 75.499    | 32,16         |
| Bezirksamt                           | Einwohner | Fläche in km2 |
| Alzenau i. UFr.                      | 21.333    | 261,81        |
| Aschaffenburg                        | 34.702    | 400,12        |
| Brückenau                            | 12.714    | 329,59        |
| Ebern                                | 18.613    | 367,42        |
| Gerolzhofen                          | 30.470    | 478,17        |
| Hammelburg                           | 19.467    | 348,60        |
| Haßfurt                              | 27.795    | 427,95        |
| Hofheim i. UFr.                      | 13.935    | 256,53        |
| Karlstadt                            | 30.020    | 477,19        |
| Kissingen                            | 33.835    | 467,88        |
| Kitzingen                            | 29.822    | 338,39        |
| Königshofen i. Grabfeld              | 14.746    | 300,50        |
| Lohr                                 | 34.012    | 734,41        |
| Marktheidenfeld                      | 30.291    | 489,98        |
| Mellrichstadt                        | 13.321    | 270,37        |
| Miltenberg                           | 21.133    | 323,23        |
| Neustadt a. d. Saale                 | 20.022    | 377,43        |
| Obernburg                            | 26.538    | 314,87        |
| Ochsenfurt                           | 26.062    | 372,47        |
| Schweinfurt                          | 33.836    | 495,97        |
| Würzburg                             | 40.716    | 464,00        |
| Kreis Unterfranken und Aschaffenburg | 650.766   | 8.401,52      |

## Herzogtum Braunschweig
Im Herzogtum Braunschweig bestanden 1900 nur Kreise. Die Residenzstadt Braunschweig gehörte dem Kreis Braunschweig an.
| Kreis        | Einwohner | Fläche in km2 |
| ------------ | --------- | ------------- |
| Blankenburg  | 34.095    | 474,70        |
| Braunschweig | 171.813   | 543,08        |
| Gandersheim  | 48.324    | 548,15        |
| Helmstedt    | 74.121    | 797,81        |
| Holzminden   | 51.132    | 573,87        |
| Wolfenbüttel | 84.848    | 734,57        |

## Freie Hansestadt Bremen
Die Freie Hansestadt Bremen bestand aus den Städten Bremen, Bremerhaven, Vegesack und dem Landherrnamt, Kreis des Bremischen Landgebietes, vergleichbar mit einem Landkreis.
| Stadtgemeinde      | Einwohner | Fläche in km2 |
| ------------------ | --------- | ------------- |
| Bremen, Stadt      | 163.297   | 25,65         |
| Bremerhaven, Stadt | 20.315    | 2,92          |
| Vegesack, Stadt    | 3.943     | 0,70          |
| Landherrnamt       | Einwohner | Fläche in km2 |
| Bremen             | 37.327    | 227,15        |

## Reichsland Elsass-Lothringen
| Stadtkreis        | Einwohner | Fläche in km2 |
| ----------------- | --------- | ------------- |
| Metz              | 58.462    | 7,02          |
| Landkreis         | Einwohner | Fläche in km2 |
| Bolchen           | 39.583    | 715,39        |
| Château-Salins    | 46.894    | 975,52        |
| Diedenhofen       | 115.873   | 945,41        |
| Forbach           | 76.005    | 701,01        |
| Metz              | 92.354    | 1.075,21      |
| Saarburg          | 64.859    | 1.008,69      |
| Saargemünd        | 70.799    | 795,10        |
| Bezirk Lothringen | 564.829   | 6.223,35      |

| Landkreis         | Einwohner | Fläche in km2 |
| ----------------- | --------- | ------------- |
| Altkirch          | 49.863    | 653,74        |
| Colmar            | 91.428    | 659,84        |
| Gebweiler         | 61.344    | 583,03        |
| Mühlhausen        | 170.990   | 625,85        |
| Rappoltsweiler    | 61.064    | 459,12        |
| Thann             | 60.520    | 523,68        |
| Bezirk Oberelsass | 495.209   | 3.505,26      |

| Stadtkreis           | Einwohner | Fläche in km2 |
| -------------------- | --------- | ------------- |
| Straßburg            | 151.041   | 78,29         |
| Landkreis            | Einwohner | fläche in km2 |
| Erstein              | 62.962    | 498,68        |
| Hagenau              | 78.134    | 662,01        |
| Molsheim             | 67.092    | 740,23        |
| Schlettstadt         | 68.541    | 635,47        |
| Straßburg            | 87.853    | 562,13        |
| Weißenburg i. Elsass | 56.420    | 603,41        |
| Zabern               | 87.389    | 1.004,22      |
| Bezirk Unterelsass   | 659.432   | 4.784,44      |

## Freie und Hansestadt Hamburg
Die Freie und Hansestadt Hamburg bestand 1900 aus der Stadt Hamburg und 4 Landherrenschaften, vergleichbar mit Landkreisen.
| Stadt            | Einwohner | Fläche in km2 |
| ---------------- | --------- | ------------- |
| Hamburg, Stadt   | 705.738   | 76,90         |
| Landherrenschaft | Einwohner | Fläche in km2 |
| Bergedorf        | 23.728    | 91,72         |
| Geestlande       | 12.650    | 73,59         |
| Marschlande      | 14.802    | 95,15         |
| Ritzebüttel      | 11.431    | 415,30        |

## Großherzogtum Hessen
Das Großherzogtum Hessen mit der Residenzstadt Darmstadt gliederte sich 1900 in drei Provinzen, die als Vorläufer der Regierungsbezirke galten. Die Provinzen gliederten sich in Kreise. Alle Städte gehörten den Kreisen an. Es gab keine kreisfreien Städte.
| Kreis              | Einwohner | Fläche in km2 |
| ------------------ | --------- | ------------- |
| Alsfeld            | 36.280    | 621,74        |
| Büdingen           | 39.032    | 491,22        |
| Friedberg          | 69.673    | 572,38        |
| Gießen             | 81.916    | 602,32        |
| Lauterbach         | 28.808    | 538,43        |
| Schotten           | 26.338    | 460,54        |
| Provinz Oberhessen | 282.047   | 3.286,63      |

| Kreis               | Einwohner | Fläche in km2 |
| ------------------- | --------- | ------------- |
| Alzey               | 39.745    | 311,86        |
| Bingen              | 40.457    | 196,34        |
| Mainz               | 138.360   | 197,57        |
| Oppenheim           | 46.379    | 333,42        |
| Worms               | 83.393    | 335,84        |
| Provinz Rheinhessen | 348.334   | 1.375,03      |

| Kreis               | Einwohner | Fläche in km2 |
| ------------------- | --------- | ------------- |
| Bensheim            | 55.916    | 391,06        |
| Darmstadt           | 112.941   | 298,04        |
| Dieburg             | 55.378    | 504,15        |
| Erbach              | 46.583    | 593,12        |
| Groß-Gerau          | 50.798    | 449,51        |
| Heppenheim          | 47.083    | 406,46        |
| Offenbach a. M.     | 120.813   | 376,77        |
| Provinz Starkenburg | 489.512   | 3.019,11      |

## Fürstentum Lippe
Das Fürstentum Lippe gliederte sich 1900 in 8 Stadtbezirke und 5 Verwaltungsämter. Die Stadtbezirke gehörten den Verwaltungsämtern nicht an und entsprachen kreisfreien Städten. Der Flecken Schwalenberg war eine Gemeinde ohne Stadtrecht und gehörte keinem Verwaltungsamt an. Die Verwaltungsämter wurden in insgesamt 13 Ämter eingeteilt, denen die Gemeinden angehörten.
| Stadtbezirk                        | Einwohner | Fläche in km2 |
| ---------------------------------- | --------- | ------------- |
| Barntrup                           | 1.623     | 13,62         |
| Blomberg                           | 3.303     | 21,00         |
| Detmold                            | 11.968    | 9,75          |
| Horn                               | 2.063     | 16,16         |
| Lage                               | 5.306     | 4,99          |
| Lemgo                              | 8.840     | 35,56         |
| Salzuflen                          | 5.396     | 12,58         |
| Schwalenberg, Flecken              | 815       | 7,47          |
| Verwaltungsamt (ggf. Sitz)         | Einwohner | Fläche in km2 |
| Blomberg                           | 13.922    | 195,05        |
| Brake i. L.                        | 31.586    | 360,89        |
| Detmold                            | 30.915    | 372,22        |
| Lipperode-Cappel (in Stift Cappel) | 901       | 7,66          |
| Schötmar                           | 22.314    | 158,21        |

## Freie und Hansestadt Lübeck
Die Freie und Hansestadt Lübeck war im Jahr 1900 in das Stadtamt und Landamt Lübeck aufgeteilt.
| Stadt          | Einwohner | Fläche in km2 |
| -------------- | --------- | ------------- |
| Lübeck         | 82.098    | 29,72         |
| Landamt        | Einwohner | Fläche in km2 |
| Landamt Lübeck | 14.677    | 267,99        |

## Großherzogtum Mecklenburg-Schwerin
Das Großherzogtum Mecklenburg-Schwerin gliederte sich 1900 in 42 Städte, 23 Domanialämter, 23 Ritterschaftliche Ämter und 4 Klosterämter. Diese Einteilung beruhte auf der feudalen Struktur des Großherzogtums.
| Stadt                      | Einwohner | Fläche in km2 |
| -------------------------- | --------- | ------------- |
| Boizenburg                 | 3.995     | 30,03         |
| Brüel                      | 2.089     | 8,95          |
| Bützow                     | 5.549     | 24,61         |
| Crivitz                    | 2.980     | 25,49         |
| Doberan                    | 4.954     | 18,87         |
| Dömitz                     | 2.943     | 19,68         |
| Gadebusch                  | 2.429     | 16,70         |
| Gnoien                     | 4.157     | 24,26         |
| Goldberg                   | 2.906     | 19,89         |
| Grabow                     | 6.388     | 60,51         |
| Grevesmühlen               | 4.447     | 18,63         |
| Güstrow                    | 17.003    | 59,59         |
| Hagenow                    | 4.106     | 25,51         |
| Krakow                     | 2.005     | 22,99         |
| Kröpelin                   | 2.336     | 12,63         |
| Laage i. Mecklenburg       | 2.503     | 11,02         |
| Ludwigslust                | 6.634     | 15,47         |
| Lübz                       | 3.149     | 12,98         |
| Malchin                    | 7.449     | 32,18         |
| Malchow                    | 4.033     | 25,59         |
| Marlow                     | 1.799     | 11,76         |
| Neubukow                   | 1.864     | 9,69          |
| Neukalen                   | 2.459     | 17,84         |
| Neustadt i. Mecklenburg    | 2.746     | 39,05         |
| Parchim                    | 12.424    | 142,35        |
| Penzlin                    | 2.838     | 19,27         |
| Plau                       | 4.346     | 64,00         |
| Rehna                      | 2.007     | 6,02          |
| Ribnitz                    | 4.786     | 73,39         |
| Röbel                      | 3.461     | 28,61         |
| Rostock                    | 62.978    | 216,84        |
| Schwaan                    | 4.101     | 18,46         |
| Schwerin                   | 38.810    | 19,30         |
| Stavenhagen                | 3.273     | 8,88          |
| Sternberg                  | 2.749     | 27,99         |
| Sülze                      | 2.175     | 19,71         |
| Tessin                     | 2.977     | 12,12         |
| Teterow                    | 7.090     | 27,65         |
| Waren/Müritz               | 8.875     | 166,05        |
| Warin                      | 1.911     | 13,91         |
| Wismar                     | 21.290    | 65,03         |
| Wittenburg                 | 3.365     | 26,31         |
| Domanialamt (ggf. Sitz)    | Einwohner | Fläche in km2 |
| Boizenburg                 | 5.627     | 196,10        |
| Bützow-Rühn (in Bützow)    | 7.979     | 223,47        |
| Bukow (in Neubukow)        | 4.103     | 102,41        |
| Crivitz                    | 9.121     | 305,06        |
| Dargun                     | 8.728     | 251,62        |
| Doberan                    | 10.418    | 243,78        |
| Dömitz                     | 8.619     | 247,10        |
| Gadebusch                  | 4.544     | 155,92        |
| Grabow                     | 11.229    | 337,50        |
| Grevesmühlen               | 6.440     | 199,31        |
| Güstrow                    | 9.954     | 305,41        |
| Hagenow                    | 16.242    | 443,47        |
| Lübz                       | 12.346    | 485,13        |
| Neustadt in Mecklenburg    | 9.737     | 306,06        |
| Ribnitz                    | 7.439     | 177,00        |
| Schwaan                    | 5.382     | 178,99        |
| Schwerin                   | 15.059    | 456,58        |
| Stavenhagen                | 5.236     | 85,05         |
| Toitenwinkel               | 6.412     | 138,17        |
| Warin                      | 8.305     | 254,87        |
| Wismar                     | 8.041     | 160,00        |
| Wittenburg                 | 6.811     | 196,79        |
| Wredenhagen                | 4.241     | 166,99        |
| Ritterschaftliches Amt     | Einwohner | Fläche in km2 |
| Boitzenburg                | 1.584     | 75,53         |
| Bukow                      | 7.567     | 303,67        |
| Crivitz                    | 3.634     | 223,23        |
| Gadebusch                  | 3.671     | 154,56        |
| Gnoien                     | 7.180     | 336,92        |
| Goldberg                   | 2.345     | 110,16        |
| Grabow                     | 2.021     | 105,23        |
| Grevesmühlen               | 12.029    | 360,52        |
| Güstrow                    | 11.935    | 536,88        |
| Ivenack                    | 1.605     | 69,80         |
| Lübz                       | 7.059     | 380,90        |
| Mecklenburg                | 4.502     | 223,10        |
| Neukalen                   | 3.111     | 138,40        |
| Neustadt i. Mecklenburg    | 5.264     | 290,77        |
| Plau                       | 1.247     | 102,43        |
| Ribnitz                    | 4.578     | 238,70        |
| Schwaan                    | 1.139     | 47,31         |
| Schwerin                   | 4.940     | 246,38        |
| Stavenhagen                | 16.964    | 741,21        |
| Sternberg                  | 1.816     | 112,04        |
| Wittenburg                 | 7.768     | 394,42        |
| Wredenhagen                | 5.345     | 379,18        |
| Herrschaft Wismar          | 98        | 3,45          |
| Klosteramt                 | Einwohner | Fläche in km2 |
| Dobbertin                  | 4.680     | 251,22        |
| Malchow                    | 2.160     | 155,56        |
| Ribnitz                    | 688       | 31,89         |
| Kloster zum Heiligen Kreuz | 448       | 11,59         |

Für einige Zwecke der inneren Verwaltung benutzte man die übersichtlichere Gliederung des Landes nach Aushebungsbezirken. Diese wurde auch vom Kaiserlichen Statistischen Amt übernommen.

## Großherzogtum Mecklenburg-Strelitz
Das Großherzogtum Mecklenburg-Strelitz gliederte sich 1900 in 8 Städte, 4 Domanialämter, 3 Ritterschaftliche Ämter und 3 sonstige Ämter, darunter das Fürstentum Ratzeburg. Diese Einteilung beruhte auf der feudalen Struktur des Großherzogtums.
| Stadt                    | Einwohner | Fläche in km2 |
| ------------------------ | --------- | ------------- |
| Friedland                | 7.175     | 90,24         |
| Fürstenberg              | 2.459     | 23,07         |
| Neubrandenburg           | 10.559    | 65,45         |
| Neustrelitz              | 11.340    | 16,62         |
| Stargard                 | 2.401     | 10,02         |
| Strelitz                 | 4.165     | 29,32         |
| Wesenberg                | 1.597     | 29,38         |
| Woldegk                  | 3.964     | 22,47         |
| Domanialamt              | Einwohner | Fläche in km2 |
| Feldberg                 | 7.899     |               |
| Mirow                    | 6.981     |               |
| Stargard                 | 8.060     |               |
| Strelitz                 | 6.391     |               |
| Ritterschaftliches Amt   | Einwohner | Fläche in km2 |
| Fürstenberg              | 1.051     |               |
| Stargard                 | 11.810    |               |
| Strelitz                 | 765       |               |
| Sonstiges Amt            | Einwohner | Fläche in km2 |
| Fürstenberger Amtsbezirk | 77        | 4,39          |
| Fürstentum Ratzeburg     | 15.061    | 381,94        |
| Kabinettsamt Strelitz    | 847       | 26,51         |

Für einige Zwecke der inneren Verwaltung wurde die übersichtlichere Gliederung des Landes in Aushebungsbezirke verwendet. Das Kaiserliche Statistische Amt hat diese Gliederung übernommen.

## Großherzogtum Oldenburg
Das Großherzogtum Oldenburg gliederte sich 1900 in das Herzogtum Oldenburg sowie die Fürstentümer Lübeck und Birkenfeld.
Das Herzogtum Oldenburg der Hauptteil des Großherzogtums Oldenburg gliederte sich 1900 in 3 Städte 1. Klasse und 12 Ämter. Die Städte 1. Klasse entsprachen kreisfreien Städten und die Ämter waren Vorläufer der Kreise.
Das Fürstentum Birkenfeld wurde von einem Regierungspräsidenten verwaltet. Ämter wurden aufgehoben. 
Das Fürstentum Lübeck wurde von einem Regierungspräsidenten verwaltet. Ämter wurden aufgehoben. 
| Stadt I. Klasse       | Einwohner | Fläche in km2 |
| --------------------- | --------- | ------------- |
| Jever                 | 5.486     | 20,73         |
| Oldenburg i. O.       | 26.797    | 11,48         |
| Varel                 | 5.158     | 8,50          |
| Amt                   | Einwohner | Fläche in km2 |
| Brake (Unterweser)    | 17.938    | 225,20        |
| Butjadingen           | 15.957    | 243,08        |
| Cloppenburg           | 24.207    | 854,45        |
| Delmenhorst           | 34.898    | 320,29        |
| Elsfleth              | 13.669    | 259,42        |
| Friesoythe            | 11.171    | 531,09        |
| Jever                 | 44.006    | 356,19        |
| Oldenburg             | 38.135    | 600,56        |
| Varel                 | 17.338    | 373,90        |
| Vechta                | 35.344    | 759,76        |
| Westerstede           | 19.546    | 451,74        |
| Wildeshausen          | 8.784     | 367,18        |
| Landesteil            | Einwohner | Fläche in km2 |
| Herzogtum Oldenburg   | 318.434   | 5.383,30      |
| Fürstentum Birkenfeld | 43.406    | 502,83        |
| Fürstentum Lübeck     | 37.340    | 541,23        |

## Königreich Preußen
Das Königreich Preußen gliederte sich 1900 in 12 Provinzen. Die Stadt Berlin unterstand dem Oberpräsidenten der Provinz Brandenburg, bildete aber einen separaten Stadtkreis und gehörte keinen Regierungsbezirk und nicht dem Provinzialverband der Provinz Brandenburg an. Der Regierungsbezirk Sigmaringen war keiner Provinz zugeteilt, der Regierungspräsident hatte Befugnisse eines Oberpräsidenten einer Provinz. Die Stadtkreise entsprachen kreisfreien Städten und die Kreise dessen Kreisverwaltung in einem Stadtkreis saß, hießen Landkreise.

### Provinzen
| Provinz                                       | Einwohner | Fläche in km2 |
| --------------------------------------------- | --------- | ------------- |
| Brandenburg (einschließlich der Stadt Berlin) | 4.997.402 | 39.901,19     |
| Hannover                                      | 2.590.939 | 38.511,04     |
| Hessen-Nassau                                 | 1.897.981 | 15.699,28     |
| Hohenzollernsche Lande                        | 66.780    | 1.142,27      |
| Ostpreußen                                    | 1.996.626 | 36.993,89     |
| Pommern                                       | 1.634.832 | 30.120,54     |
| Posen                                         | 1.887.275 | 28.970,41     |
| Rheinprovinz                                  | 5.759.798 | 26.995,00     |
| Sachsen                                       | 2.832.616 | 25.255,29     |
| Schlesien                                     | 4.668.857 | 40.319,19     |
| Schleswig-Holstein                            | 1.387.968 | 19.004,28     |
| Westfalen                                     | 3.187.777 | 20.210,61     |
| Westpreußen                                   | 1.563.658 | 25.534,90     |

### Provinz Brandenburg
Die Hauptstadt des Deutschen Kaiserreichs und des Königreichs Preußen, Berlin, war im Jahr 1900 dem Oberpräsidium der Provinz Brandenburg unterstellt und bildete einen Stadtkreis, der keinen Regierungsbezirk zugeordnet war.
| Stadtkreis | Einwohner | Fläche in km2 |
| ---------- | --------- | ------------- |
| Berlin     | 1.888.848 | 63,35         |

| Stadtkreis                         | Einwohner | Fläche in km2 |
| ---------------------------------- | --------- | ------------- |
| Cottbus                            | 39.322    | 17,06         |
| Forst                              | 32.075    | 11,38         |
| Frankfurt (Oder)                   | 61.852    | 59,63         |
| Guben                              | 33.122    | 28,52         |
| Landsberg (Warthe)                 | 33.598    | 46,59         |
| Kreis (ggf. Sitz)                  | Einwohner | Fläche in km2 |
| Arnswalde                          | 42.306    | 1.264,13      |
| Calau                              | 78.804    | 998,33        |
| Cottbus, Landkreis                 | 54.392    | 835,27        |
| Crossen                            | 59.407    | 1.307,46      |
| Friedeberg Nm.                     | 55.093    | 1.101,49      |
| Guben, Landkreis                   | 43.189    | 1.077,53      |
| Königsberg Nm.                     | 95.236    | 1.534,90      |
| Landsberg (Warthe), Landkreis      | 58.548    | 1.163,03      |
| Lebus (in Seelow)                  | 91.421    | 1.572,38      |
| Lübben (Spreewald)                 | 33.712    | 1.038,76      |
| Luckau (Nd. Lausitz)               | 67.535    | 1.294,34      |
| Oststernberg (in Zielenzig)        | 47.910    | 1.103,09      |
| Soldin                             | 47.075    | 1.148,27      |
| Sorau                              | 82.423    | 1.227,74      |
| Spremberg (Lausitz)                | 29.474    | 310,30        |
| Weststernberg (in Reppen)          | 44.028    | 1.142,06      |
| Züllichau-Schwiebus (in Züllichau) | 48.728    | 915,92        |
| Regierungsbezirk Frankfurt         | 1.179.250 | 19.198,18     |

| Stadtkreis                             | Einwohner | Fläche in km2 |
| -------------------------------------- | --------- | ------------- |
| Brandenburg (Havel)                    | 49.250    | 78,66         |
| Charlottenburg                         | 189.305   | 21,00         |
| Potsdam                                | 59.796    | 13,50         |
| Rixdorf                                | 90.422    | 11,02         |
| Schöneberg                             | 95.998    | 9,46          |
| Spandau                                | 65.030    | 42,04         |
| Kreis (ggf. Sitz)                      | Einwohner | Fläche in km2 |
| Angermünde                             | 64.556    | 1.307,78      |
| Beeskow-Storkow (in Beeskow)           | 44.594    | 1.247,15      |
| Jüterbog-Luckenwalde (in Jüterbog)     | 71.198    | 1.325,93      |
| Niederbarnim (in Berlin)               | 293.025   | 1.742,72      |
| Oberbarnim (in Bad Freienwalde (Oder)) | 92.180    | 1.213,55      |
| Osthavelland (in Nauen)                | 73.071    | 1.190,95      |
| Ostprignitz (in Kyritz)                | 67.362    | 1.882,66      |
| Prenzlau                               | 59.340    | 1.133,22      |
| Ruppin (in Neuruppin)                  | 77.758    | 1.771,94      |
| Teltow (in Berlin)                     | 268.187   | 1.622,44      |
| Templin                                | 47.152    | 1.436,20      |
| Westhavelland (in Rathenow)            | 63.640    | 1.213,87      |
| Westprignitz (in Perleberg)            | 76.789    | 1.460,74      |
| Zauch-Belzig (in Bad Belzig)           | 80.651    | 1.914,97      |
| Regierungsbezirk Potsdam               | 1.929.304 | 20.639,66     |

### Provinz Hannover
| Stadtkreis              | Einwohner | Fläche in km2 |
| ----------------------- | --------- | ------------- |
| Emden                   | 16.453    | 12,39         |
| Kreis                   | Einwohner | Fläche in km2 |
| Aurich                  | 39.201    | 625,14        |
| Emden, Landkreis        | 20.130    | 353,38        |
| Leer                    | 52.871    | 687,58        |
| Norden                  | 35.333    | 394,78        |
| Weener                  | 20.525    | 290,22        |
| Wittmund                | 55.545    | 744,31        |
| Regierungsbezirk Aurich | 240.058   | 3.107,80      |

| Stadtkreis                | Einwohner | Fläche in km2 |
| ------------------------- | --------- | ------------- |
| Hannover                  | 235.649   | 39,57         |
| Linden                    | 50.628    | 5,82          |
| Kreis                     | Einwohner | Fläche in km2 |
| Diepholz                  | 21.593    | 632,93        |
| Hameln                    | 58.927    | 575,34        |
| Hannover, Landkreis       | 37.728    | 272,74        |
| Hoya                      | 26.355    | 474,15        |
| Linden, Landkreis         | 42.772    | 295,56        |
| Neustadt a. Rbge.         | 30.552    | 581,22        |
| Nienburg a./Weser         | 27.532    | 497,39        |
| Springe                   | 31.423    | 407,38        |
| Stolzenau                 | 27.594    | 628,10        |
| Sulingen                  | 18.753    | 538,89        |
| Syke                      | 38.402    | 766,97        |
| Regierungsbezirk Hannover | 647.908   | 5.717,07      |

| Stadtkreis                          | Einwohner | Fläche in km2 |
| ----------------------------------- | --------- | ------------- |
| Göttingen                           | 30.234    | 26,28         |
| Hildesheim                          | 42.973    | 16,34         |
| Kreis (ggf. Sitz)                   | Einwohner | Fläche in km2 |
| Alfeld                              | 25.819    | 281,46        |
| Duderstadt                          | 24.963    | 224,00        |
| Einbeck                             | 25.136    | 310,04        |
| Goslar                              | 50.051    | 429,58        |
| Göttingen, Landkreis                | 33.261    | 480,87        |
| Gronau (Leine)                      | 19.483    | 205,91        |
| Hildesheim, Landkreis               | 25.837    | 234,27        |
| Ilfeld                              | 15.827    | 273,24        |
| Marienburg i. Hann. (in Hildesheim) | 41.458    | 483,89        |
| Münden (in Hann. Münden)            | 24.667    | 328,33        |
| Northeim                            | 30.848    | 399,91        |
| Osterode am Harz                    | 41.403    | 388,18        |
| Peine                               | 46.682    | 385,69        |
| Uslar                               | 18.524    | 348,83        |
| Zellerfeld                          | 29.592    | 534,88        |
| Regierungsbezirk Hildesheim         | 526.758   | 5.351,70      |

| Stadtkreis                | Einwohner | Fläche in km2 |
| ------------------------- | --------- | ------------- |
| Celle                     | 19.883    | 24,82         |
| Harburg                   | 49.153    | 11,04         |
| Lüneburg                  | 24.693    | 19,83         |
| Kreis (ggf. Sitz)         | Einwohner | Fläche in km2 |
| Bleckede                  | 20.299    | 575,56        |
| Burgdorf                  | 41.381    | 837,88        |
| Celle, Landkreis          | 31.577    | 1.552,27      |
| Dannenberg                | 13.663    | 454,42        |
| Fallingbostel             | 27.805    | 982,98        |
| Gifhorn                   | 34.097    | 802,10        |
| Harburg, Landkreis        | 48.805    | 790,98        |
| Isenhagen                 | 17.846    | 817,53        |
| Lüchow                    | 28.762    | 749,83        |
| Lüneburg, Landkreis       | 20.683    | 688,39        |
| Soltau                    | 19.986    | 901,46        |
| Uelzen (in Oldenstadt)    | 47.576    | 1.446,81      |
| Winsen                    | 26.389    | 686,96        |
| Regierungsbezirk Lüneburg | 472.598   | 11.343,86     |

| Stadtkreis                        | Einwohner | Fläche in km2 |
| --------------------------------- | --------- | ------------- |
| Osnabrück                         | 51.573    | 31,13         |
| Kreis (ggf. Sitz)                 | Einwohner | Fläche in km2 |
| Aschendorf                        | 21.581    | 559,81        |
| Bersenbrück                       | 45.571    | 1.059,91      |
| Grafschaft Bentheim (in Bentheim) | 36.280    | 915,61        |
| Hümmling (in Sögel)               | 16.313    | 808,96        |
| Iburg                             | 27.366    | 308,40        |
| Lingen                            | 32.859    | 796,75        |
| Melle                             | 25.759    | 254,04        |
| Meppen                            | 22.792    | 827,79        |
| Osnabrück, Landkreis              | 30.416    | 328,01        |
| Wittlage                          | 18.090    | 314,37        |
| Regierungsbezirk Osnabrück        | 328.600   | 6.204,78      |

| Kreis (ggf. Sitz)            | Einwohner | Fläche in km2 |
| ---------------------------- | --------- | ------------- |
| Achim                        | 24.051    | 284,75        |
| Blumenthal                   | 30.353    | 174,90        |
| Bremervörde                  | 18.159    | 579,07        |
| Geestemünde                  | 41.906    | 629,87        |
| Hadeln (in Otterndorf)       | 15.956    | 326,15        |
| Jork                         | 21.028    | 166,83        |
| Kehdingen (in Freiburg/Elbe) | 19.993    | 379,08        |
| Lehe                         | 43.040    | 632,05        |
| Neuhaus a. d. Oste           | 29.684    | 522,22        |
| Osterholz                    | 29.205    | 478,30        |
| Rotenburg (Hannover)         | 21.128    | 818,66        |
| Stade                        | 38.804    | 725,02        |
| Verden                       | 26.392    | 408,87        |
| Zeven                        | 15.318    | 660,07        |
| Regierungsbezirk Stade       | 375.017   | 6.785,84      |

### Provinz Hessen-Nassau
| Stadtkreis              | Einwohner | Fläche in km2 |
| ----------------------- | --------- | ------------- |
| Hanau                   | 29.847    | 11,76         |
| Kassel                  | 106.034   | 21,52         |
| Kreis                   | Einwohner | Fläche in km2 |
| Eschwege                | 43.203    | 502,61        |
| Frankenberg (Eder)      | 24.159    | 559,90        |
| Fritzlar                | 26.466    | 340,99        |
| Fulda                   | 53.438    | 613,79        |
| Gelnhausen              | 43.818    | 644,01        |
| Gersfeld                | 20.832    | 357,48        |
| Hanau, Landkreis        | 48.412    | 297,48        |
| Hersfeld                | 32.555    | 501,02        |
| Hofgeismar              | 36.109    | 614,86        |
| Homberg                 | 21.378    | 320,72        |
| Hünfeld                 | 22.515    | 443,58        |
| Kassel, Landkreis       | 53.597    | 402,07        |
| Kirchhain               | 21.547    | 329,61        |
| Marburg a. d. Lahn      | 49.918    | 566,92        |
| Melsungen               | 27.597    | 389,00        |
| Rinteln                 | 44.825    | 449,46        |
| Rotenburg (Fulda)       | 30.315    | 554,36        |
| Schlüchtern             | 28.093    | 462,69        |
| Schmalkalden            | 37.720    | 279,58        |
| Witzenhausen            | 31.055    | 424,08        |
| Wolfhagen               | 23.957    | 409,89        |
| Ziegenhain              | 32.752    | 584,65        |
| Regierungsbezirk Kassel | 890.142   | 10.082,03     |

| Stadtkreis                                    | Einwohner | Fläche in km2 |
| --------------------------------------------- | --------- | ------------- |
| Frankfurt am Main                             | 288.989   | 93,79         |
| Wiesbaden                                     | 86.111    | 36,07         |
| Kreis (ggf. Sitz)                             | Einwohner | Fläche in km2 |
| Biedenkopf                                    | 43.674    | 676,97        |
| Dillkreis (in Dillenburg)                     | 44.075    | 514,57        |
| Frankfurt a. Main, Landkreis                  | 25.037    | 40,85         |
| Höchst                                        | 55.493    | 143,47        |
| Limburg a./Lahn                               | 49.997    | 347,38        |
| Oberlahnkreis (in Weilburg)                   | 39.550    | 391,99        |
| Obertaunuskreis (in Bad Homburg vor der Höhe) | 44.349    | 224,36        |
| Oberwesterwaldkreis (in Bad Marienberg)       | 24.380    | 325,02        |
| Rheingaukreis (in Rüdesheim)                  | 36.691    | 274,66        |
| St. Goarshausen                               | 42.282    | 376,28        |
| Unterlahnkreis (in Diez)                      | 44.359    | 395,81        |
| Untertaunuskreis (in Bad Schwalbach)          | 34.587    | 521,42        |
| Unterwesterwaldkreis (in Montabaur)           | 45.377    | 365,51        |
| Usingen                                       | 21.661    | 360,86        |
| Westerburg                                    | 28.119    | 317,36        |
| Wiesbaden, Landkreis                          | 53.108    | 210,88        |
| Regierungsbezirk Wiesbaden                    | 1.007.839 | 5.617,25      |

### Hohenzollerische Lande
Die Hohenzollerischen Lande bestanden 1900 aus dem Regierungsbezirk Sigmaringen, der in 4 Oberämter vergleichbar mit den Kreisen in den anderen preußischen Provinzen waren.
| Oberamt                      | Einwohner | Fläche in km2 |
| ---------------------------- | --------- | ------------- |
| Gammertingen                 | 12.794    | 328,72        |
| Haigerloch                   | 11.537    | 135,76        |
| Hechingen                    | 20.114    | 236,35        |
| Sigmaringen                  | 22.335    | 441,44        |
| Regierungsbezirk Sigmaringen | 66.780    | 1.142,27      |

### Provinz Ostpreußen
| Stadtkreis                    | Einwohner | Fläche in km2 |
| ----------------------------- | --------- | ------------- |
| Tilsit                        | 34.539    | 31,28         |
| Kreis (ggf. Sitz)             | Einwohner | Fläche in km2 |
| Angerburg                     | 34.843    | 925,42        |
| Darkehmen                     | 32.782    | 759,14        |
| Goldap                        | 44.813    | 994,25        |
| Gumbinnen                     | 50.781    | 729,07        |
| Heydekrug                     | 42.825    | 803,38        |
| Insterburg                    | 74.577    | 1.202,18      |
| Johannisburg                  | 48.262    | 1.681,79      |
| Lötzen                        | 40.452    | 894,32        |
| Lyck                          | 54.222    | 1.127,60      |
| Niederung (in Heinrichswalde) | 55.342    | 893,24        |
| Oletzko                       | 38.430    | 841,23        |
| Pillkallen                    | 46.566    | 1.060,98      |
| Ragnit                        | 54.123    | 1.220,35      |
| Sensburg                      | 48.403    | 1.233,65      |
| Stallupönen                   | 44.336    | 703,26        |
| Tilsit, Landkreis             | 46.944    | 784,58        |
| Regierungsbezirk Gumbinnen    | 792.240   | 15.885,72     |

| Stadtkreis                  | Einwohner | Fläche in km2 |
| --------------------------- | --------- | ------------- |
| Königsberg (Pr.)            | 189.483   | 20,34         |
| Kreis (ggf. Sitz)           | Einwohner | Fläche in km2 |
| Allenstein                  | 82.486    | 1.356,36      |
| Braunsberg (Ostpr.)         | 53.978    | 946,17        |
| Fischhausen                 | 53.063    | 1.064,61      |
| Friedland                   | 40.908    | 879,53        |
| Gerdauen                    | 33.090    | 845,82        |
| Heiligenbeil                | 44.366    | 907,71        |
| Heilsberg                   | 51.629    | 1.095,48      |
| Königsberg (Pr.), Landkreis | 62.112    | 1.046,89      |
| Labiau                      | 51.194    | 1.065,65      |
| Memel                       | 59.797    | 842,45        |
| Mohrungen                   | 53.392    | 1.264,71      |
| Neidenburg                  | 55.293    | 1.633,58      |
| Ortelsburg                  | 38.352    | 1.704,75      |
| Osterode i. Ostpr.          | 71.856    | 1.552,56      |
| Preußisch Eylau             | 50.607    | 1.231,39      |
| Preußisch Holland           | 39.990    | 859,67        |
| Rastenburg                  | 46.142    | 874,68        |
| Rößel (in Bischofsburg)     | 50.300    | 852,07        |
| Wehlau                      | 46.348    | 1.063,75      |
| Regierungsbezirk Königsberg | 1.204.386 | 21.108,17     |

### Provinz Pommern
| Stadtkreis                  | Einwohner | Fläche in km2 |
| --------------------------- | --------- | ------------- |
| Stolp                       | 27.293    | 39,12         |
| Kreis (ggf. Sitz)           | Einwohner | Fläche in km2 |
| Belgard (Persante)          | 47.097    | 1.131,52      |
| Bublitz                     | 20.916    | 705,89        |
| Bütow                       | 26.021    | 608,53        |
| Dramburg                    | 35.863    | 1.171,88      |
| Kolberg-Körlin (in Kolberg) | 57.871    | 926,18        |
| Köslin                      | 48.678    | 748,71        |
| Lauenburg i. Pom.           | 45.986    | 1.229,00      |
| Neustettin                  | 76.101    | 2.007,24      |
| Rummelsburg i. Pom.         | 33.785    | 1.145,91      |
| Schivelbein                 | 19.656    | 502,63        |
| Schlawe i. Pom.             | 73.206    | 1.586,14      |
| Stolp, Landkreis            | 75.310    | 2.227,98      |
| Regierungsbezirk Köslin     | 587.783   | 14.030,73     |

| Stadtkreis                    | Einwohner | Fläche in km2 |
| ----------------------------- | --------- | ------------- |
| Stettin                       | 210.702   | 66,85         |
| Kreis (ggf. Sitz)             | Einwohner | Fläche in km2 |
| Anklam                        | 32.693    | 650,68        |
| Cammin i. Pom.                | 42.485    | 1.136,33      |
| Demmin                        | 48.090    | 981,91        |
| Greifenberg i. Pom.           | 37.483    | 764,71        |
| Greifenhagen                  | 48.258    | 964,74        |
| Naugard                       | 52.777    | 1.228,52      |
| Pyritz                        | 42.686    | 1.044,91      |
| Randow (in Stettin)           | 94.859    | 1.309,40      |
| Regenwalde (in Labes)         | 44.954    | 1.189,45      |
| Saatzig (in Stargard i. Pom.) | 69.762    | 1.220,20      |
| Ueckermünde                   | 53.767    | 831,82        |
| Usedom-Wollin (in Swinemünde) | 52.193    | 689,41        |
| Regierungsbezirk Stettin      | 830.709   | 12.078,93     |

| Stadtkreis                 | Einwohner | Fläche in km2 |
| -------------------------- | --------- | ------------- |
| Stralsund                  | 31.076    | 19,33         |
| Kreis (ggf. Sitz)          | Einwohner | Fläche in km2 |
| Franzburg                  | 41.704    | 1.101,70      |
| Greifswald                 | 61.840    | 962,56        |
| Grimmen                    | 35.450    | 959,08        |
| Rügen (in Bergen a. Rügen) | 46.270    | 968,21        |
| Regierungsbezirk Stralsund | 216.340   | 4.010,88      |

### Provinz Posen
| Stadtkreis                | Einwohner | Fläche in km2 |
| ------------------------- | --------- | ------------- |
| Bromberg                  | 52.204    | 13,18         |
| Kreis                     | Einwohner | Fläche in km2 |
| Bromberg, Landkreis       | 82.663    | 1.386,57      |
| Czarnikau                 | 39.585    | 803,32        |
| Filehne                   | 32.322    | 761,56        |
| Gnesen                    | 48.332    | 564,61        |
| Inowrazlaw                | 74.405    | 1.038,65      |
| Kolmar i. Posen           | 66.843    | 1.094,75      |
| Mogilno                   | 43.248    | 733,64        |
| Schubin                   | 45.176    | 915,37        |
| Strelno                   | 34.243    | 614,38        |
| Wirsitz                   | 61.889    | 1.160,28      |
| Witkowo                   | 26.520    | 588,83        |
| Wongrowitz                | 45.736    | 1.036,78      |
| Znin                      | 35.857    | 739,89        |
| Regierungsbezirk Bromberg | 689.023   | 11.451,81     |

| Stadtkreis             | Einwohner | Fläche in km2 |
| ---------------------- | --------- | ------------- |
| Posen                  | 117.033   | 33,03         |
| Kreis                  | Einwohner | Fläche in km2 |
| Adelnau                | 33.480    | 478,81        |
| Birnbaum               | 27.586    | 642,34        |
| Bomst                  | 59.654    | 1.036,48      |
| Fraustadt              | 28.086    | 476,93        |
| Gostyn                 | 42.858    | 600,54        |
| Grätz                  | 34.420    | 429,33        |
| Jarotschin             | 47.509    | 720,86        |
| Kempen i. Posen        | 34.593    | 457,96        |
| Koschmin               | 31.251    | 453,12        |
| Kosten                 | 42.980    | 607,01        |
| Krotoschin             | 45.281    | 501,65        |
| Lissa                  | 40.313    | 524,69        |
| Meseritz               | 49.822    | 1.152,68      |
| Neutomischel           | 33.189    | 523,19        |
| Obornik                | 50.352    | 1.095,24      |
| Ostrowo                | 37.420    | 414,31        |
| Pleschen               | 33.660    | 480,99        |
| Posen-Ost, Landkreis   | 39.139    | 655,18        |
| Posen-West, Landkreis  | 36.471    | 637,11        |
| Rawitsch               | 49.149    | 495,83        |
| Samter                 | 60.412    | 1.092,84      |
| Schildberg             | 34.021    | 519,46        |
| Schiegel               | 34,216    | 555,12        |
| Schrimm                | 53.420    | 928,92        |
| Schroda                | 44.394    | 793,40        |
| Schwerin (Warthe)      | 22.094    | 650,35        |
| Wreschen               | 35.449    | 561,23        |
| Regierungsbezirk Posen | 1.198.252 | 17.518,60     |

### Rheinprovinz
| Stadtkreis              | Einwohner | Fläche in km2 |
| ----------------------- | --------- | ------------- |
| Aachen                  | 135.245   | 39,15         |
| Kreis                   | Einwohner | Fläche in km2 |
| Aachen, Landkreis       | 127.198   | 330,39        |
| Düren                   | 90.679    | 563,46        |
| Erkelenz                | 36.696    | 288,99        |
| Eupen                   | 26.083    | 175,91        |
| Geilenkirchen           | 26.476    | 196,82        |
| Heinsberg               | 25.888    | 243,50        |
| Jülich                  | 42.670    | 318,45        |
| Malmedy                 | 31.502    | 813,07        |
| Montjoie                | 17.688    | 361,55        |
| Schleiden               | 44.839    | 823,94        |
| Regierungsbezirk Aachen | 614.964   | 4.155,17      |

| Stadtkreis                  | Einwohner | Fläche in km2 |
| --------------------------- | --------- | ------------- |
| Barmen                      | 141.944   | 21,73         |
| Duisburg                    | 92.730    | 37,53         |
| Düsseldorf                  | 213.711   | 48,68         |
| Elberfeld                   | 156.966   | 31,31         |
| Essen                       | 118.862   | 9,67          |
| Krefeld                     | 106.893   | 20,79         |
| München-Gladbach            | 58.023    | 11,96         |
| Remscheid                   | 58.103    | 31,65         |
| Solingen                    | 45.260    | 21,75         |
| Kreis (ggf. Sitz)           | Einwohner | Fläche in km2 |
| Düsseldorf, Landkreis       | 96.579    | 362,09        |
| Essen, Landkreis            | 284.079   | 191,78        |
| Geldern                     | 57.424    | 543,17        |
| Gladbach, Landkreis         | 127.899   | 228,33        |
| Grevenbroich                | 45.842    | 237,14        |
| Kempen i. Rheinland         | 94.614    | 395,68        |
| Kleve                       | 59.642    | 508,11        |
| Krefeld, Landkreis          | 44.180    | 165,20        |
| Lennep                      | 77.438    | 271,61        |
| Mettmann                    | 92.489    | 249,57        |
| Moers                       | 82.501    | 564,80        |
| Mühlheim a. d. Ruhr         | 150.959   | 101,80        |
| Neuss                       | 64.090    | 293,56        |
| Rees (in Wesel)             | 70.893    | 523,85        |
| Ruhrort                     | 146.146   | 329,54        |
| Solingen, Landkreis         | 112.539   | 271,80        |
| Regierungsbezirk Düsseldorf | 2.599.806 | 5.473,10      |

| Stadtkreis               | Einwohner | Fläche in km2 |
| ------------------------ | --------- | ------------- |
| Koblenz                  | 45.147    | 30,56         |
| Kreis                    | Einwohner | Fläche in km2 |
| Adenau                   | 22.291    | 549,65        |
| Ahrweiler                | 40.830    | 371,32        |
| Altenkirchen             | 67.580    | 637,70        |
| Cochem                   | 39.646    | 502,72        |
| Koblenz, Landkreis       | 60.563    | 244,44        |
| Kreuznach                | 77.849    | 557,03        |
| Mayen                    | 70.884    | 576,43        |
| Meisenheim               | 13.737    | 176,33        |
| Neuwied                  | 82.838    | 620,92        |
| Sankt Goar               | 39.424    | 465,35        |
| Simmern                  | 35.240    | 570,79        |
| Wetzlar                  | 54.075    | 530,70        |
| Zell (Mosel)             | 32.350    | 371,87        |
| Regierungsbezirk Koblenz | 682.454   | 6.205,81      |

| Stadtkreis              | Einwohner | Fläche in km2 |
| ----------------------- | --------- | ------------- |
| Bonn                    | 50.736    | 15,93         |
| Köln                    | 372.529   | 111,11        |
| Kreis (ggf. Sitz)       | Einwohner | Fläche in km2 |
| Bergheim                | 47.518    | 363,53        |
| Bonn, Landkreis         | 77.425    | 289,38        |
| Euskirchen              | 45.928    | 366,38        |
| Gummersbach             | 43.070    | 325,43        |
| Köln, Landkreis         | 85.293    | 342,14        |
| Mülheim a. Rhein        | 106.476   | 388,48        |
| Rheinbach               | 32.448    | 397,14        |
| Siegkreis (in Siegburg) | 107.343   | 766,01        |
| Waldbröl                | 24.861    | 300,10        |
| Wipperfürth             | 28.251    | 311,58        |
| Regierungsbezirk Köln   | 1.021.878 | 3.977,21      |

| Stadtkreis             | Einwohner | Fläche in km2 |
| ---------------------- | --------- | ------------- |
| Trier                  | 43.506    | 7,84          |
| Kreis                  | Einwohner | Fläche in km2 |
| Bernkastel             | 46.282    | 667,58        |
| Bitburg                | 43.486    | 780,52        |
| Daun                   | 28.803    | 609,76        |
| Merzig                 | 44.835    | 421,24        |
| Ottweiler              | 102.729   | 306,63        |
| Prüm                   | 33.545    | 919,34        |
| Saarbrücken            | 203.896   | 386,23        |
| Saarburg               | 32.401    | 454,05        |
| Saarlouis              | 89.535    | 440,71        |
| Sankt Wendel           | 49.186    | 537,25        |
| Trier, Landkreis       | 83.495    | 1.011,00      |
| Wittlich               | 38.997    | 641,56        |
| Regierungsbezirk Trier | 840.696   | 7.183,71      |

### Provinz Sachsen
| Stadtkreis                            | Einwohner | Fläche in km2 |
| ------------------------------------- | --------- | ------------- |
| Erfurt                                | 85.202    | 43,81         |
| Mühlhausen i. Th.                     | 33.428    | 64,29         |
| Nordhausen                            | 28.497    | 21,71         |
| Kreis (ggf. Sitz)                     | Einwohner | Fläche in km2 |
| Erfurt, Landkreis                     | 33.116    | 281,12        |
| Grafschaft Hohenstein (in Nordhausen) | 44.431    | 476,19        |
| Heiligenstadt                         | 39.191    | 433,84        |
| Langensalza                           | 37.636    | 418,62        |
| Mühlhausen i. Th., Landkreis          | 34.666    | 395,25        |
| Schleusingen                          | 47.726    | 458,04        |
| Weißensee                             | 24.922    | 291,77        |
| Worbis                                | 40.204    | 446,83        |
| Ziegenrück (in Ranis)                 | 17.400    | 200,14        |
| Regierungsbezirk Erfurt               | 466.419   | 3.531,61      |

| Stadtkreis                   | Einwohner | Fläche in km2 |
| ---------------------------- | --------- | ------------- |
| Halberstadt                  | 42.810    | 61,35         |
| Magdeburg                    | 229.667   | 55,48         |
| Kreis (ggf. Sitz)            | Einwohner | Fläche in km2 |
| Aschersleben                 | 92.069    | 454,57        |
| Calbe a./S.                  | 107.532   | 562,99        |
| Gardelegen                   | 56.961    | 1.299,71      |
| Grafschaft Wernigerode       | 31.856    | 278,23        |
| Halberstadt, Landkreis       | 40.259    | 432,72        |
| Jerichow I (in Burg (b. M.)) | 81.703    | 1.387,57      |
| Jerichow II (in Genthin)     | 57.768    | 1.377,77      |
| Neuhaldensleben              | 65.551    | 677,62        |
| Oschersleben (Bode)          | 60.441    | 499,53        |
| Osterburg                    | 43.830    | 1.110,75      |
| Salzwedel                    | 54.340    | 1.212,75      |
| Stendal                      | 73.564    | 897,92        |
| Wanzleben                    | 84.376    | 544,16        |
| Wolmirstedt                  | 53.645    | 695,75        |
| Regierungsbezirk Magdeburg   | 1.176.372 | 11.512,87     |

| Stadtkreis                            | Einwohner | Fläche in km2 |
| ------------------------------------- | --------- | ------------- |
| Halle a. S.                           | 156.609   | 40,22         |
| Weißenfels                            | 28.201    | 18,91         |
| Kreis (ggf. Sitz)                     | Einwohner | Fläche in km2 |
| Bitterfeld                            | 67.036    | 697,19        |
| Delitzsch                             | 69.485    | 756,96        |
| Eckartsberga (in Kölleda)             | 38.450    | 562,17        |
| Liebenwerda                           | 55.390    | 793,84        |
| Mansfelder Gebirgskreis (in Mansfeld) | 66.102    | 496,52        |
| Mansfelder Seekreis (in Eisleben)     | 100.333   | 587,34        |
| Merseburg                             | 82.388    | 574,93        |
| Naumburg                              | 37.349    | 162,35        |
| Querfurt                              | 58.351    | 683,89        |
| Saalkreis (in Halle a. S.)            | 69.921    | 496,72        |
| Sangerhausen                          | 72.145    | 772,98        |
| Schweinitz (in Herzberg (Elster))     | 39.632    | 1.012,39      |
| Torgau                                | 56.936    | 986,75        |
| Weißenfels, Landkreis                 | 71.734    | 477,50        |
| Wittenberg                            | 60.687    | 824,55        |
| Zeitz                                 | 59.076    | 265,60        |
| Regierungsbezirk Merseburg            | 1.189.825 | 10.210,81     |

### Provinz Schlesien
| Stadtkreis                 | Einwohner | Fläche in km2 |
| -------------------------- | --------- | ------------- |
| Breslau                    | 422.709   | 36,06         |
| Schweidnitz                | 28.439    | 14,84         |
| Kreis                      | Einwohner | Fläche in km2 |
| Breslau, Landkreis         | 88.125    | 745,37        |
| Brieg                      | 63.077    | 607,46        |
| Frankenstein i. Schles.    | 45.632    | 482,70        |
| Glatz                      | 60.819    | 527,19        |
| Groß Wartenberg            | 48.014    | 812,82        |
| Guhrau                     | 33.426    | 679,29        |
| Habelschwerdt              | 58.332    | 791,56        |
| Militsch                   | 48.454    | 932,25        |
| Münsterberg                | 31.865    | 343,47        |
| Namslau                    | 34.548    | 584,05        |
| Neumarkt                   | 55.362    | 710,36        |
| Neurode                    | 49.405    | 317,01        |
| Nimptsch                   | 29.254    | 376,06        |
| Oels                       | 64.390    | 899,52        |
| Ohlau                      | 54.497    | 617,22        |
| Reichenbach (Eulengebirge) | 70.979    | 362,06        |
| Schweidnitz, Landkreis     | 71.812    | 575,88        |
| Steinau                    | 23.398    | 422,26        |
| Strehlen                   | 35.297    | 344,83        |
| Striegau                   | 42.923    | 299,51        |
| Trebnitz                   | 51.033    | 820,00        |
| Waldenburg i. Schles.      | 143.361   | 377,69        |
| Wohlau                     | 42.568    | 804,17        |
| Regierungsbezirk Breslau   | 1.697.719 | 13.483,63     |

| Stadtkreis                  | Einwohner | Fläche in km2 |
| --------------------------- | --------- | ------------- |
| Görlitz                     | 80.931    | 17,90         |
| Liegnitz                    | 54.882    | 16,84         |
| Kreis (ggf. Sitz)           | Einwohner | Fläche in km2 |
| Bolkenhain                  | 29.526    | 359,11        |
| Bunzlau                     | 62.937    | 1.044,03      |
| Freystadt i. Niederschles.  | 54.320    | 875,75        |
| Glogau                      | 72.622    | 935,91        |
| Goldberg-Haynau (in Haynau) | 50.272    | 609,28        |
| Görlitz, Landkreis          | 56.826    | 863,72        |
| Grünberg i. Schles.         | 56.533    | 857,65        |
| Hirschberg i. Rsgb.         | 78.188    | 598,40        |
| Hoyerswerda                 | 36.778    | 868,63        |
| Jauer                       | 35.398    | 328,79        |
| Landeshut i. Schles.        | 50.184    | 397,27        |
| Lauban                      | 70.745    | 518,83        |
| Liegnitz, Landkreis         | 42.292    | 620,47        |
| Löwenberg i. Schles.        | 60.355    | 751,27        |
| Lüben                       | 31.584    | 630,46        |
| Rothenburg (Ob. Laus.)      | 59.800    | 1.125,16      |
| Sagan                       | 55.525    | 1.111,69      |
| Schönau                     | 24.252    | 348,87        |
| Sprottau                    | 39.042    | 730,17        |
| Regierungsbezirk Liegnitz   | 1.102.992 | 13.610,20     |

| Stadtkreis                  | Einwohner | Fläche in km2 |
| --------------------------- | --------- | ------------- |
| Beuthen O. S.               | 51.404    | 22,63         |
| Gleiwitz                    | 52.362    | 27,90         |
| Kattowitz                   | 31.738    | 4,44          |
| Königshütte                 | 57.919    | 6,16          |
| Oppeln                      | 30.112    | 16,45         |
| Kreis (ggf. Sitz)           | Einwohner | Fläche in km2 |
| Beuthen O. S., Landkreis    | 137.839   | 98,47         |
| Cosel                       | 71.146    | 675,02        |
| Falkenberg O. S.            | 38.000    | 604,04        |
| Groß Strehlitz              | 71.522    | 895,25        |
| Grottkau                    | 40.566    | 519,52        |
| Kattowitz, Landkreis        | 151.660   | 181,86        |
| Kreuzburg O. S.             | 48.243    | 552,88        |
| Leobschütz                  | 84.147    | 690,68        |
| Lublinitz                   | 47.213    | 1.010,34      |
| Neisse                      | 99.310    | 711,77        |
| Neustadt O. S.              | 98.324    | 798,72        |
| Oppeln, Landkreis           | 107.911   | 1.408,00      |
| Pleß                        | 103.275   | 1.064,26      |
| Ratibor                     | 147.328   | 858,68        |
| Rosenberg O. S.             | 50.049    | 898,71        |
| Rybnik                      | 96.248    | 852,24        |
| Tarnowitz                   | 62.277    | 327,56        |
| Tost-Gleiwitz (in Gleiwitz) | 73.944    | 879,67        |
| Zabrze                      | 115.609   | 120,11        |
| Regierungsbezirk Oppeln     | 1.868.146 | 13.225,36     |

### Provinz Schleswig-Holstein
Die Provinz Schleswig-Holstein bestand 1900 aus dem Regierungsbezirk Schleswig.
| Stadtkreis                         | Einwohner | Fläche in km2 |
| ---------------------------------- | --------- | ------------- |
| Altona                             | 161.501   | 21,80         |
| Flensburg                          | 48.922    | 31,53         |
| Kiel                               | 107.977   | 23,34         |
| Kreis (ggf. Sitz)                  | Einwohner | Fläche in km2 |
| Apenrade                           | 29.324    | 685,23        |
| Eckernförde                        | 42.041    | 787,55        |
| Eiderstedt (in Tönning)            | 15.762    | 332,25        |
| Flensburg, Landkreis               | 41.951    | 1.076,56      |
| Hadersleben                        | 57.215    | 1.786,64      |
| Herzogtum Lauenburg (in Ratzeburg) | 51.833    | 1.182,42      |
| Husum                              | 38.486    | 850,27        |
| Kiel, Landkreis                    | 66.196    | 699,23        |
| Norderdithmarschen (in Heide)      | 37.515    | 600,73        |
| Oldenburg i. Holstein              | 43.932    | 836,95        |
| Pinneberg                          | 97.830    | 794,60        |
| Plön                               | 66.596    | 952,72        |
| Rendsburg                          | 61.700    | 1.256,84      |
| Schleswig                          | 66.603    | 1.056,23      |
| Segeberg                           | 39.724    | 1.157,82      |
| Sonderburg                         | 32.868    | 442,23        |
| Steinburg (in Itzehoe)             | 78.836    | 935,74        |
| Stormarn (in Wandsbek)             | 96.069    | 927,27        |
| Süderdithmarschen (in Meldorf)     | 48.526    | 753,47        |
| Tondern                            | 56.561    | 1.812,86      |
| Regierungsbezirk Schleswig         | 1.387.968 | 19.004,28     |

### Provinz Westfalen
| Stadtkreis                      | Einwohner | Fläche in km2 |
| ------------------------------- | --------- | ------------- |
| Bochum                          | 65.551    | 6,23          |
| Dortmund                        | 142.733   | 27,67         |
| Gelsenkirchen                   | 36.935    | 2,58          |
| Hagen (Westf.)                  | 50.612    | 31,22         |
| Witten                          | 33.517    | 8,79          |
| Kreis (ggf. Sitz)               | Einwohner | Fläche in km2 |
| Altena                          | 96.432    | 664,38        |
| Arnsberg                        | 64.594    | 676,89        |
| Bochum, Landkreis               | 160.649   | 123,12        |
| Brilon                          | 39.640    | 788,92        |
| Dortmund, Landkreis             | 147.947   | 245,46        |
| Gelsenkirchen, Landkreis        | 188.033   | 74,17         |
| Hagen, Landkreis                | 77.764    | 227,99        |
| Hamm                            | 105.245   | 453,12        |
| Hattingen                       | 79.821    | 140,82        |
| Hörde                           | 115.754   | 170,35        |
| Iserlohn                        | 85.506    | 332,48        |
| Lippstadt                       | 41.093    | 500,49        |
| Meschede                        | 38.134    | 781,20        |
| Olpe                            | 41.179    | 618,10        |
| Schwelm                         | 71.627    | 156,78        |
| Siegen                          | 98.511    | 647,48        |
| Soest                           | 56.420    | 530,02        |
| Wittgenstein (in Bad Berleburg) | 23.318    | 487,40        |
| Regierungsbezirk Arnsberg       | 1.851.319 | 7.696,66      |

| Stadtkreis              | Einwohner | Fläche in km2 |
| ----------------------- | --------- | ------------- |
| Bielefeld               | 63.046    | 14,54         |
| Kreis                   | Einwohner | Fläche in km2 |
| Bielefeld, Landkreis    | 57.607    | 259,18        |
| Büren                   | 36.405    | 764,71        |
| Halle i. W.             | 30.007    | 303,90        |
| Herford                 | 105.582   | 437,69        |
| Höxter                  | 56.506    | 717,06        |
| Lübbecke                | 49.103    | 563,28        |
| Minden                  | 100.689   | 589,89        |
| Paderborn               | 53.511    | 596,69        |
| Warburg                 | 32.332    | 514,65        |
| Wiedenbrück             | 52.087    | 498,95        |
| Regierungsbezirk Minden | 636.875   | 5.260,56      |

| Stadtkreis                   | Einwohner | Fläche in km2 |
| ---------------------------- | --------- | ------------- |
| Münster i. W.                | 63.754    | 10,84         |
| Kreis (ggf. Sitz)            | Einwohner | Fläche in km2 |
| Ahaus                        | 47.372    | 683,28        |
| Beckum                       | 52.590    | 686,92        |
| Borken                       | 59.234    | 649,60        |
| Coesfeld                     | 48.764    | 753,48        |
| Lüdinghausen                 | 42.484    | 697,68        |
| Münster i. W., Landkreis     | 45.947    | 849,49        |
| Recklinghausen               | 188.690   | 780,57        |
| Steinfurt (in Burgsteinfurt) | 67.241    | 770,47        |
| Tecklenburg                  | 53.383    | 811,73        |
| Warendorf                    | 30.124    | 559,33        |
| Regierungsbezirk Münster     | 699.583   | 7.253,39      |

### Provinz Westpreußen
| Stadtkreis                                | Einwohner | Fläche in km2 |
| ----------------------------------------- | --------- | ------------- |
| Danzig                                    | 140.563   | 19,97         |
| Elbing                                    | 52.518    | 12,54         |
| Kreis (ggf. Sitz)                         | Einwohner | Fläche in km2 |
| Berent                                    | 49.821    | 1.237,87      |
| Danziger Höhe, Landkreis (in Danzig)      | 53.119    | 432,19        |
| Danziger Niederung, Landkreis (in Danzig) | 36.135    | 478,33        |
| Dirschau                                  | 38.693    | 466,37        |
| Elbing, Landkreis                         | 38.800    | 614,26        |
| Karthaus                                  | 62.994    | 1.397,53      |
| Marienburg (Westpr.)                      | 60.902    | 806,03        |
| Neustadt (Westpr.)                        | 49.043    | 851,81        |
| Preußisch Stargard                        | 58.188    | 1.057,82      |
| Putzig                                    | 25.216    | 582,21        |
| Regierungsbezirk Danzig                   | 665.992   | 7.956,93      |

| Stadtkreis                             | Einwohner | Fläche in km2 |
| -------------------------------------- | --------- | ------------- |
| Graudenz                               | 32.727    | 19,24         |
| Kreis (ggf. Sitz)                      | Einwohner | Fläche in km2 |
| Briesen                                | 43.153    | 706,09        |
| Deutsch Krone                          | 64.209    | 2.158,48      |
| Flatow                                 | 65.752    | 1.527,41      |
| Graudenz, Landkreis                    | 44.072    | 777,76        |
| Konitz                                 | 57.952    | 1.416,72      |
| Kulm                                   | 48.014    | 724,94        |
| Löbau (Westpr.) (in Neumark (Westpr.)) | 54.847    | 970,31        |
| Marienwerder                           | 66.773    | 953,69        |
| Rosenberg i. Westpr.                   | 52.001    | 1.040,54      |
| Schlochau                              | 66.077    | 2.137,73      |
| Schwetz                                | 82.815    | 1.669,68      |
| Strasburg i. Westpr.                   | 57.312    | 1.060,90      |
| Stuhm                                  | 36.381    | 641,24        |
| Thorn                                  | 96.299    | 916,16        |
| Tuchel                                 | 29.282    | 857,08        |
| Regierungsbezirk Marienwerder          | 897.666   | 17.577,97     |

## Fürstentum Reuß älterer Linie
Das Fürstentum Reuß älterer Linie bestand 1900 aus dem Landratsamtsbezirk Greiz.
Der zugehörige Amtsgerichtsbezirk Burgk war mit den Befugnissen eines Landratsamtes versehen. Das Landratsamt entsprach Kreisen.
| Landratsamt               | Einwohner | Fläche in km2 |
| ------------------------- | --------- | ------------- |
| Burgk, Amtsgerichtsbezirk | 4.742     | 95,68         |
| Greiz                     | 63.654    | 221,03        |

## Fürstentum Reuß jüngerer Linie
Die Landratsämter entsprachen Kreisen.
| Landratsamt | Einwohner | Fläche in km2 |
| ----------- | --------- | ------------- |
| Gera        | 99.594    | 282,52        |
| Schleiz     | 39.616    | 544,19        |

## Königreich Sachsen
Das Königreich Sachsen gliederte sich 1900 in Kreishauptmannschaften. Diese entsprachen Regierungsbezirken. Die Kreishauptmannschaften gliederten sich in bezirksfreie Städte, die kreisfreien Städten entsprachen und Amtshauptmannschaften, die Kreisen entsprachen.
| Amtshauptmannschaft          | Einwohner | Fläche in km2 |
| ---------------------------- | --------- | ------------- |
| Bautzen                      | 119.939   | 826,49        |
| Kamenz                       | 69.546    | 695,94        |
| Löbau                        | 102.233   | 523,09        |
| Zittau                       | 113.455   | 424,21        |
| Kreishauptmannschaft Bautzen | 405.173   | 2.469,73      |

| Bezirksfreie Stadt            | Einwohner | Fläche in km2 |
| ----------------------------- | --------- | ------------- |
| Chemnitz                      | 206.913   | 36,50         |
| Amtshauptmannschaft           | Einwohner | Fläche in km2 |
| Annaberg                      | 104.709   | 433,63        |
| Chemnitz                      | 182.136   | 475,86        |
| Flöha                         | 87.943    | 404,43        |
| Glauchau                      | 147.465   | 316,08        |
| Marienberg                    | 63.227    | 404,49        |
| Kreishauptmannschaft Chemnitz | 792.393   | 2.070,99      |

| Bezirksfreie Stadt           | Einwohner | Fläche in km2 |
| ---------------------------- | --------- | ------------- |
| Dresden                      | 396.146   | 43,09         |
| Amtshauptmannschaft          | Einwohner | Fläche in km2 |
| Dippoldiswalde               | 53.906    | 652,12        |
| Dresden-Altstadt             | 166.840   | 244,28        |
| Dresden-Neustadt             | 126.706   | 358,45        |
| Freiberg                     | 116.230   | 653,98        |
| Großenhain                   | 83.739    | 795,71        |
| Meißen                       | 123.581   | 683,17        |
| Pirna                        | 149.341   | 906,06        |
| Kreishauptmannschaft Dresden | 1.216.489 | 4.336,86      |

| Bezirksfreie Stadt           | Einwohner | Fläche in km2 |
| ---------------------------- | --------- | ------------- |
| Leipzig                      | 456.124   | 57,00         |
| Amtshauptmannschaft          | Einwohner | Fläche in km2 |
| Borna                        | 75.605    | 548,76        |
| Döbeln                       | 117.882   | 583,94        |
| Grimma                       | 103.009   | 846,53        |
| Leipzig                      | 137.031   | 441,65        |
| Oschatz                      | 57.446    | 572,71        |
| Rochlitz                     | 113.535   | 516,76        |
| Kreishauptmannschaft Leipzig | 1.060.632 | 3.567,35      |

| Amtshauptmannschaft          | Einwohner | Fläche in km2 |
| ---------------------------- | --------- | ------------- |
| Auerbach                     | 99.751    | 426,53        |
| Oelsnitz                     | 69.386    | 457,07        |
| Plauen                       | 170.215   | 542,53        |
| Schwarzenberg                | 122.267   | 511,49        |
| Zwickau                      | 265.910   | 610,39        |
| Kreishauptmannschaft Zwickau | 727.529   | 2.548,01      |

## Herzogtum Sachsen-Altenburg
Das Herzogtum Sachsen-Altenburg wurde ab 1. April 1900 neu gegliedert in den Verwaltungsbezirk der Stadt Altenburg und die 3 Landratsamtsbezirke Altenburg, Roda und Ronneburg.
Der Verwaltungsbezirk der Stadt Altenburg entsprach einer kreisfreien Stadt und die Landratsämter Kreisen.
| Stadt       | Einwohner | Fläche in km2 |
| ----------- | --------- | ------------- |
| Altenburg   | 37.110    | 12,07         |
| Landratsamt | Einwohner | Fläche in km2 |
| Altenburg   | 52.887    | 360,42        |
| Roda        | 56.353    | 666,29        |
| Ronneburg   | 48.564    | 284,74        |

## Herzogtum Sachsen-Coburg-Gotha
Das Herzogtum Sachsen-Coburg-Gotha bestand 1900 aus den beiden Landesteilen Herzogtum Coburg und Herzogtum Gotha, die insgesamt in 7 Immediatstädte und 4 Landratsämter eingeteilt waren. Die unmittelbaren Städte entsprachen kreisfreien Städten und die Landratsämter Kreisen.
| Immediatstadt         | Einwohner | Fläche in km2 |
| --------------------- | --------- | ------------- |
| Coburg                | 20.460    | 11,40         |
| Königsberg in Franken | 854       | 12,19         |
| Neustadt bei Coburg   | 6.250     | 7,16          |
| Rodach                | 2.292     | 17,52         |
| Landratsamt           | Einwohner | Fläche in km2 |
| Coburg                | 36.958    | 514,06        |
| Landesteil            | Einwohner | Fläche in km2 |
| Herzogtum Coburg      | 66.814    | 562,33        |
| Immediatstadt         | Einwohner | Fläche in km2 |
| Gotha                 | 34.651    | 35,60         |
| Ohrdruf               | 6.295     | 39,99         |
| Waltershausen         | 5.996     | 7,43          |
| Landratsamt           | Einwohner | Fläche in km2 |
| Gotha                 | 42.300    | 516,96        |
| Ohrdruf               | 37.897    | 413,39        |
| Waltershausen         | 35.597    | 401,76        |
| Landesteil            | Einwohner | Fläche in km2 |
| Herzogtum Gotha       | 162.736   | 1.415,13      |

## Herzogtum Sachsen-Meiningen
Das Herzogtum Sachsen-Meiningen gliederte sich 1900 in 4 Kreise.
| Kreis          | Einwohner | Fläche in km2 |
| -------------- | --------- | ------------- |
| Hildburghausen | 57.883    | 777,52        |
| Meiningen      | 65.595    | 748,76        |
| Saalfeld       | 65.603    | 597,72        |
| Sonneberg      | 61.650    | 344,28        |

## Großherzogtum Sachsen-Weimar-Eisenach
Das Großherzogtum Sachsen-Weimar-Eisenach gliederte sich 1900 in 5 Verwaltungsbezirke. Diese entsprachen Kreisen.
| Verwaltungsbezirk                          | Einwohner | Fläche in km2 |
| ------------------------------------------ | --------- | ------------- |
| I. Verwaltungsbezirk (Weimar)              | 101.274   | 971,63        |
| II. Verwaltungsbezirk (Apolda)             | 102.301   | 797,59        |
| III. Verwaltungsbezirk (Eisenach)          | 65.767    | 569,35        |
| IV. Verwaltungsbezirk (Dermbach)           | 38.909    | 649,85        |
| V. Verwaltungsbezirk (Neustadt a. d. Orla) | 54.622    | 628,72        |

## Fürstentum Schaumburg-Lippe
Das Fürstentum Schaumburg-Lippe gliederte sich 1900 in 2 Städte und 2 Kreise. Die beiden Städte entsprachen kreisfreien Städten.
| Stadt      | Einwohner | Fläche in km2 |
| ---------- | --------- | ------------- |
| Bückeburg  | 5.625     | 7,29          |
| Stadthagen | 5.968     | 15,59         |
| Kreis      | Einwohner | Fläche in km2 |
| Bückeburg  | 13.799    | 112,56        |
| Stadthagen | 17.740    | 204,76        |

## Fürstentum Schwarzburg-Rudolstadt
Das Fürstentum Schwarzburg-Rudolstadt gliederte sich 1900 in die Oberherrschaft und Unterherrschaft. Die Oberherrschaft war in die Stadt Rudolstadt die Landratsämter Königsee und Rudolstadt und die Unterherrschaft in das Landratsamt Frankenhausen eingeteilt. Die Stadt Rudolstadt entsprach einer kreisfreien Stadt und Landratsämter entsprachen Kreisen.
| Oberherrschaft  |           |               |
| Stadt           | Einwohner |               |
| --------------- | --------- | ------------- |
| Rudolstadt      | 12.407    |               |
| Landratsamt     | Einwohner | Fläche in km2 |
| Königsee        | 31.862    | 268,78        |
| Rudolstadt      | 30.432    | 464,09        |
| Unterherrschaft |           |               |
| Landratsamt     | Einwohner | Fläche in km2 |
| Frankenhausen   | 18.358    | 207,56        |

## Fürstentum Schwarzburg-Sondershausen
Das Fürstentum Schwarzburg-Sondershausen gliederte sich 1900 in die Oberherrschaft und die Unterherrschaft, welche insgesamt in 4 Verwaltungsbezirke eingeteilt waren. Die Verwaltungsbezirke entsprachen Kreisen.
| Oberherrschaft    |           |               |
| Verwaltungsbezirk | Einwohner | Fläche in km2 |
| ----------------- | --------- | ------------- |
| Arnstadt          | 24.106    | 171,76        |
| Gehren            | 17.417    | 171,19        |
| Unterherrschaft   |           |               |
| Verwaltungsbezirk | Einwohner | Fläche in km2 |
| Ebeleben          | 14.410    | 253,16        |
| Sondershausen     | 24.965    | 265,96        |

## Fürstentum Waldeck und Pyrmont
Das Fürstentum Waldeck und Pyrmont gliederte sich 1900 in 4 Kreise.
| Kreis (ggf. Sitz)            | Einwohner | Fläche in km2 |
| ---------------------------- | --------- | ------------- |
| der Eder (in Bad Wildungen)  | 15.259    | 334,01        |
| des Eisenberges (in Korbach) | 17.593    | 419,09        |
| der Twiste (in Arolsen)      | 16.430    | 302,33        |
| Pyrmont                      | 8.636     | 65,53         |

## Königreich Württemberg
Das Königreich Württemberg gliederte sich 1900 in 4 Kreise, die sich in eine selbständige Stadt Stuttgart (Amtsoberamt) und Oberämter gliederten. Die Kreise entsprachen Regierungsbezirken, die selbständige Stadt einer kreisfreien Stadt und die Oberämter Kreisen.
| Oberamt    | Einwohner | Fläche in km2 |
| ---------- | --------- | ------------- |
| Biberach   | 35.504    | 501,84        |
| Blaubeuren | 20.690    | 370,18        |
| Ehingen    | 27.375    | 405,31        |
| Geislingen | 34.880    | 393,18        |
| Göppingen  | 53.245    | 264,38        |
| Kirchheim  | 29.425    | 208,42        |
| Laupheim   | 26.175    | 329,82        |
| Leutkirch  | 25.055    | 462,88        |
| Münsingen  | 24.137    | 551,96        |
| Ravensburg | 42.583    | 446,05        |
| Riedlingen | 25.916    | 429,37        |
| Saulgau    | 28.392    | 389,42        |
| Tettnang   | 25.643    | 273,54        |
| Ulm        | 65.387    | 415,10        |
| Waldsee    | 27.328    | 470,32        |
| Wangen     | 22.692    | 354,43        |
| Donaukreis | 514.427   | 6.266,20      |

| Oberamt (ggf. Sitz)         | Einwohner | Fläche in km2 |
| --------------------------- | --------- | ------------- |
| Aalen                       | 31.573    | 307,52        |
| Crailsheim                  | 25.480    | 338,52        |
| Ellwangen                   | 29.904    | 551,49        |
| Gaildorf                    | 23.503    | 374,39        |
| Gerabronn                   | 28.392    | 472,25        |
| Gmünd (in Schwäbisch Gmünd) | 39.738    | 263,96        |
| Hall (in Schwäbisch Hall)   | 29.165    | 334,73        |
| Heidenheim                  | 40.447    | 458,86        |
| Künzelsau                   | 27.738    | 382,54        |
| Mergentheim                 | 27.877    | 426,96        |
| Neresheim                   | 20.791    | 424,57        |
| Öhringen                    | 28.533    | 357,52        |
| Schorndorf                  | 26.377    | 193,89        |
| Welzheim                    | 20.608    | 254,14        |
| Jagstkreis                  | 400.126   | 5.141,34      |

| Stadt                                | Einwohner | Fläche in km2 |
| ------------------------------------ | --------- | ------------- |
| Stuttgart                            | 176.699   | 29,80         |
| Oberamt (ggf. Sitz)                  | Einwohner | Fläche in km2 |
| Backnang                             | 29.289    | 283,65        |
| Besigheim                            | 28.794    | 167,49        |
| Böblingen                            | 27.186    | 236,64        |
| Brackenheim                          | 23.139    | 223,51        |
| Cannstatt                            | 58.028    | 106,03        |
| Esslingen                            | 47.820    | 137,66        |
| Heilbronn                            | 65.595    | 189,42        |
| Leonberg                             | 32.051    | 286,68        |
| Ludwigsburg                          | 54.562    | 171,07        |
| Marbach                              | 25.963    | 227,05        |
| Maulbronn                            | 23.942    | 208,56        |
| Neckarsulm                           | 30.508    | 296,04        |
| Amtsoberamt Stuttgart (in Stuttgart) | 50.500    | 206,02        |
| Vaihingen                            | 20.984    | 191,81        |
| Waiblingen                           | 27.251    | 141,84        |
| Weinsberg                            | 23.358    | 226,41        |
| Neckarkreis                          | 745.669   | 3.329,68      |

| Oberamt          | Einwohner | Fläche in km2 |
| ---------------- | --------- | ------------- |
| Balingen         | 38.399    | 320,80        |
| Calw             | 25.895    | 320,49        |
| Freudenstadt     | 33.221    | 534,75        |
| Herrenberg       | 23.949    | 238,10        |
| Horb             | 20.184    | 187,30        |
| Nagold           | 25.385    | 284,34        |
| Neuenbürg        | 28.581    | 316,46        |
| Nürtingen        | 28.893    | 181,10        |
| Oberndorf        | 31.468    | 281,68        |
| Reutlingen       | 49.621    | 266,00        |
| Rottenburg       | 28.130    | 242,40        |
| Rottweil         | 37.393    | 337,93        |
| Spaichingen      | 16.857    | 229,60        |
| Sulz             | 18.075    | 227,35        |
| Tübingen         | 39.431    | 222,98        |
| Tuttlingen       | 31.516    | 293,80        |
| Urach            | 32.260    | 291,27        |
| Schwarzwaldkreis | 509.258   | 4.776,35      |